# اریک تسابل
اریک تسابل (زادهٔ ۷ ژوئیه ۱۹۷۰) رکابزن حرفه‌ای سابق اهل آلمان است که در رشتهٔ دوچرخه‌سواری جاده فعالیت می‌کرد. او در دوران حرفه‌ای خود بیش از ۲۰۰ پیروزی به دست آورد و برخی او را یکی از بزرگترین دوچرخه‌سواران آلمان و رکابزنان سرعتی همهٔ زمان‌ها می‌دانند. تسابل با ۹ پیروزی، رکورددار پیروزی در رده‌بندی امتیازی گرند تورها است. او شش بار پیاپی از سال ۱۹۹۶ تا ۲۰۰۱ برندهٔ نهایی پیراهن سبز تور دو فرانس شد و تاکنون رکورددار است. همچنین در سال‌های ۲۰۰۲ تا ۲۰۰۴ برندهٔ رده‌بندی امتیازی ووئلتا اسپانیا شد. تسابل چهار بار برندهٔ میلان–سانرمو و چند بار برندهٔ مسابقات شش‌روزهٔ پیست شد. او یکی از معدود رکابزنانی است که در تمام سال، مسابقه می‌داد و در زمستان در مسابقات پیست شرکت می‌کرد. در فصل ۲۰۱۲ به عنوان مربی سرعتی به کاتیوشا پیوست و پیش از آن، همین مسئولیت را در تیم منحل شدهٔ اچ‌تی‌سی-هایرود به عهده داشت.
وی همچنین برندهٔ جوایزی همچون برگ بوی نقره‌ای شده است.

## آغاز زندگی
تسابل در منطقهٔ مارتسان در برلین شرقی رشد یافت. پدرش رکابزن حرفه‌ای بود. نخستین موفقیت بین‌المللی او در ردهٔ جوانان در مسابقات قهرمانی پیست جهان به دست آمد و با تیم آلمان شرقی به مدال برنز تعقیبی تیم دست یافت. در سال ۱۹۸۸ در مسابقهٔ دور امتیازی پنجم شد و در سال ۱۹۸۹ در ترکیب تیم ملی دوچرخه‌سواری پیست آلمان شرقی قرار گرفت. در آن سال توانست در تعقیبی انفرادی قهرمان کشور شود.
پس از سقوط دیوار برلین، به دورتموند نقل مکان کرد و به تیم آماتور المپیا پیوست. او در سال ۱۹۹۱ در نخستین دورهٔ مسابقات قهرمانی جادهٔ آلمان متحد دوم شد، در مسابقهٔ منطقه‌ای نوردراین-وستفالن اول شد و عضو تیم ملی آماتور آلمان شد تا در مسابقات جهانی شرکت کند. در سال ۱۹۹۲ با پیروزی پیراهن سبز مسابقهٔ صلح و چند پیروزی در رقابت‌های مرحله‌ای، خود را به عنوان رکابزن سرعتی قدرتمندی معرفی کرد. در ماه ژوئیه در مسابقهٔ استقامت جادهٔ المپیک ۱۹۹۲ بارسلون در رتبهٔ چهارم قرار گرفت و برندهٔ مسابقهٔ سرعتی گروه اصلی شد.

## فعالیت حرفه‌ای
تسابل در اواخر سال ۱۹۹۲ حرفه‌ای شد و در فصل ۱۹۹۳ به تیم تلکام پیوست. در ۲۷ آوریل ۱۹۹۴ نمونهٔ دوپینگ او به علت وجود متابولیت‌های کلوستبول مثبت اعلام شد و ۳۰۰۰ فرانک سوئیس و ۵۰ امتیاز جریمه شد؛ ولی تصمیمی برای تعلیق او گرفته نشد. در همان سال، برندهٔ پاریس–تور شد که نخستین پیروزی او در مسابقات کلاسیک بود. در سال ۱۹۹۵ در دو مرحلهٔ تور دو فرانس پیروز شد که نخستین موفقیتش در گرند تورها بود.

### پیراهن سبز و پیروزی در کلاسیک‌ها
در سال ۱۹۹۶ با پیروزی در دو مرحلهٔ تور دو فرانس، برندهٔ پیراهن امتیازی شد. او در مرحلهٔ دهم این پیراهن را به دست آورد و آن را تا پایان مسابقه به تن داشت. در آن سال، تیم تلکام توسط بیارنه ریس و یان اولریش سکوهای اول و دوم رده‌بندی اصلی را نیز به دست آورد. در فصل ۱۹۹۷، تسابل نخستین پیروزی خود در یادبودها را در میلان–سانرمو کسب کرد. در همان سال، در سه مرحلهٔ تور پیروز شد و دومین پیراهن سبز خود را قطعی کرد.
در سال ۱۹۹۸ دوباره برندهٔ میلان–سانرمو شد و قهرمانی استقامت جادهٔ آلمان را به دست آورد. همچنین سومین پیراهن سبز خود را بدون هیچ پیروزی مرحله‌ای کسب کرد. در سال ۱۹۹۹ نیز این موفقیت را تکرار کرد و به رکورد شون کلی رسید.
در سال ۲۰۰۰ سومین قهرمانی را در میلان–سانرمو کسب کرد و پس از آن برندهٔ مسابقهٔ طلایی آمستل شد. سپس پنجمین قهرمانی پیاپی خود در رده‌بندی امتیازی تور دو فرانس را جشن گرفت و در پایان سال، نفر اول جام جهانی شد.
در سال ۲۰۰۱ برای چهارمین بار برندهٔ میلان–سانرمو شد. برای ششمین بار برندهٔ پیراهن سبز شد و در سه مرحلهٔ تور نیز به پیروزی رسید. در همان سال، برندهٔ مسابقهٔ کلاسیک هیو شد. در سه مرحلهٔ پیاپی ووئلتا اسپانیا نیز پیروز شد و در مسابقات قهرمانی جهان در لیسبون در مکان پنجم ایستاد. در سال ۲۰۰۱ تسابل ۲۹ پیروزی به دست آورد و در پایان سال، نفر اول رده‌بندی جهانی شد.

### موفقیت در ووئلتا
در سال ۲۰۰۲ در تور دو فرانس مغلوب رابی مک‌یوئن شد و نتوانست به هفتمین پیراهن سبز تور دست یابد؛ هرچند در یک مرحله به پیروزی رسید. به جای آن، بدون پیروزی مرحله‌ای، برندهٔ رده‌بندی امتیازی ووئلتا شد. در مسابقات قهرمانی جهان در زولدر بر سکوی سوم ایستاد. در پایان سال نیز توانست موقعیت خود را در رتبهٔ یکم رده‌بندی جهانی حفظ کند.
در سال ۲۰۰۳ برای دومین بار قهرمان آلمان شد و با پیروزی در دو مرحلهٔ ووئلتا، برای دومین بار پیاپی برندهٔ رده‌بندی امتیازی آن شد. در اکتبر همان سال دومین پیروزی خود را در پاریس–تور به دست آورد و به خاطر شکستن رکورد سرعت متوسط در مسابقات یک‌روزه برندهٔ جایزهٔ غیر رسمی روبان قرمز شد. سرعت متوسط او ۴۷٫۵۵ کیلومتر بر ساعت بود. البته در سال ۲۰۱۰ اسکار فریره با پیروزی در پاریس–تور با سرعت متوسط ۴۷٫۷۳ کیلومتر بر ساعت، رکورد تسابل را شکست.

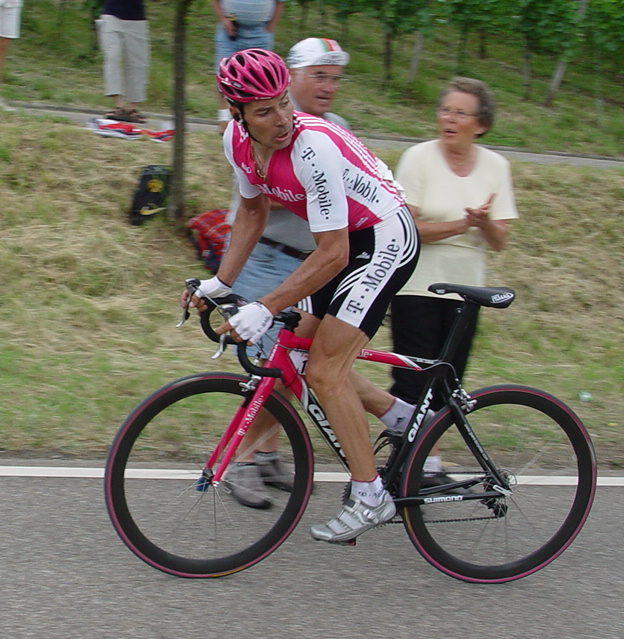
اریک تسابل در مسابقات قهرمانی جاده کشور ۲۰۰۴

در سال ۲۰۰۴ تسابل پنجمین پیروزی میلان–سانرمو را در لحظهٔ آخر از دست داد و خوشحالی زودهنگام، باعث جا ماندن او از فریره شد. رتبهٔ سوم رده‌بندی امتیازی تور و قهرمانی رده‌بندی امتیازی ووئلتا را کسب کرد و به رکورد نه پیروزی در رده‌بندی امتیازی گرند تورها رسید. در المپیک ۲۰۰۴ آتن در مکان چهارم مسابقهٔ استقامت جاده ایستاد. در آخرین مسابقهٔ سال نیز مانند آغاز سال، پس از فریره دوم شد. این نتیجه را در مسابقات قهرمانی جهان در ورونا به دست آورد.
در مهٔ ۲۰۰۵ برای نخستین بار در جیرو دیتالیا شرکت کرد تا تنها قهرمانی امتیازی باقیمانده را به دست آورد؛ ولی هیچ پیروزی مرحله‌ای به دست نیاورد و در رتبهٔ ششم رده‌بندی امتیازی ایستاد. تیم تلکام، او را در فهرست ورودی خود برای تور دو فرانس قرار نداد. در ووئلتا و قهرمانی جهان نیز موفقیتی حاصل نکرد؛ هرچند در پایان سال، برای سومین بار برندهٔ پاریس–تور شد.

### تیم میلرام
تسابل در فصل ۲۰۰۶ به تیم میلرام پیوست تا هم‌تیمی آلساندرو پتاکی شود. با مصدومیت زانوی پتاکی در جیرو، تسابل رهبر تیم شد. تیم میلرام رکابزنی در رقابت برای رده‌بندی اصلی تور دو فرانس نداشت؛ بنابراین تسابل رهبر تیم در تور شد و رتبهٔ دوم رده‌بندی امتیازی را به دست آورد. در ووئلتا نیز برندهٔ دو مرحله شد و در مسابقات قهرمانی جهان در زالتسبورگ مدال نقره را به دست آورد.

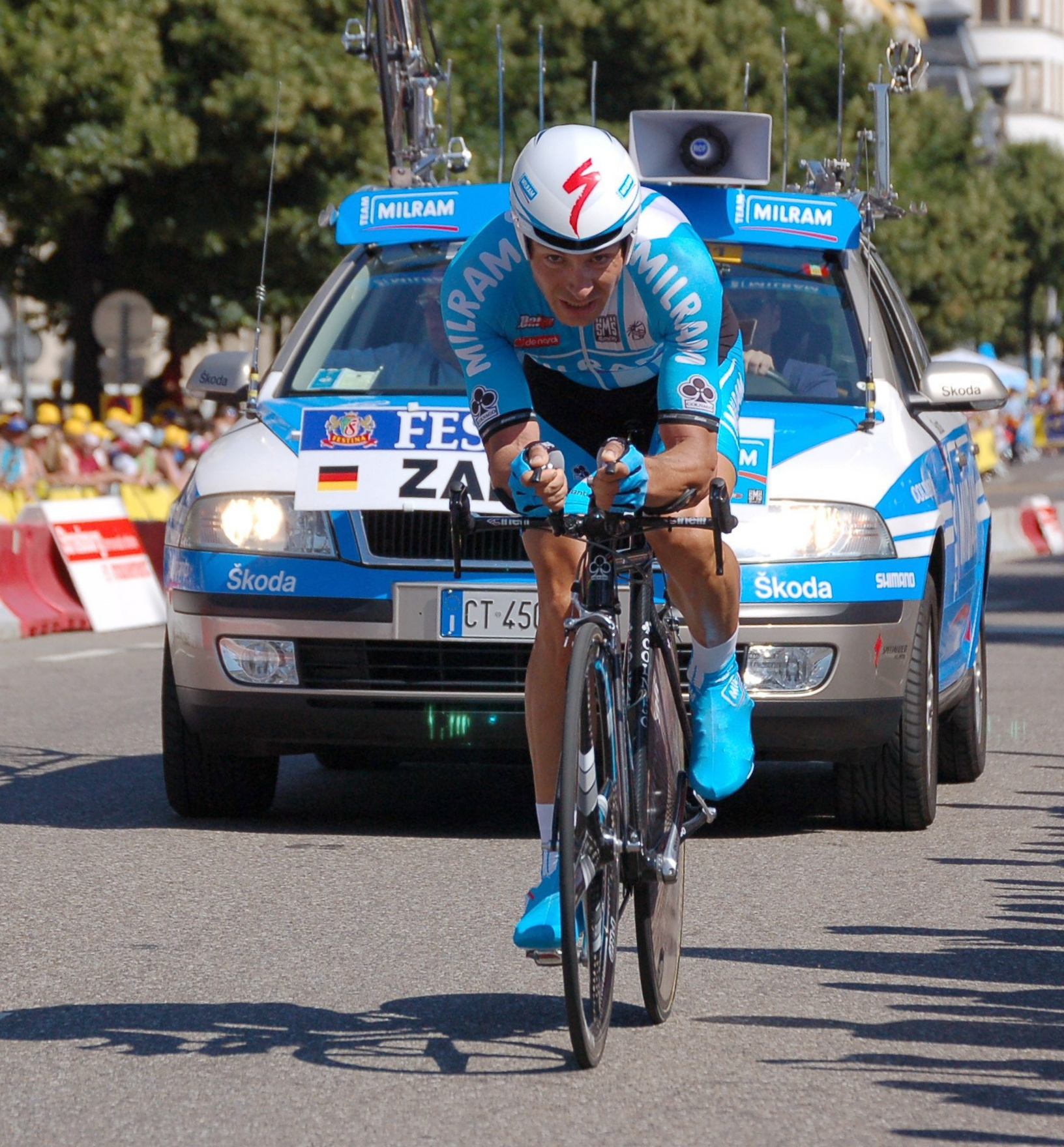
تسابل در پرولوگ تور دو فرانس ۲۰۰۶ در استراسبورگ

در سال ۲۰۰۷ پتاکی به دلیل مصرف سالبوتامول محروم شد و تسابل دوباره رهبری تیم را در تور دو فرانس به دست گرفت؛ ولی موفقیتی کسب نکرد. در ژوئیه، برای هفتمین بار برندهٔ رده‌بندی امتیازی تور آلمان شد و در ووئلتا برندهٔ مرحلهٔ هفتم شد.
در سپتامبر ۲۰۰۸ تسابل بازنشستگی خود در پایان فصل را اعلام کرد. در دسامبر همان سال به عنوان مشاور به تیم کلمبیا ملحق شد تا با رکابزنانی چون مارک کاوندیش و آندره گرایپل کار کند.

## اعتراف به دوپینگ
در ۲۴ مهٔ ۲۰۰۷ تسابل و هم‌تیمیش رولف آلداگ، به استفاده از اریتروپوئتین به منظور آماده‌سازی برای تور دو فرانس ۱۹۹۶ اعتراف کردند. تسابل در مصاحبهٔ مطبوعاتی بیان کرد برای یک هفته از این ماده استفاده کرده و آن را به خاطر عوارض جانبی کنار گذاشته‌است. نام او در فهرست نمونه‌های دوپینگ منتشر شده توسط سنای فرانسه در ۲۴ ژوئیهٔ ۲۰۱۳ نیز وجود داشت. این نمونه‌ها از تور دو فرانس ۱۹۹۸ جمع‌آوری شده‌بودند و آلودگی آنها به اریتروپوئتین پس از آزمایش دوباره در سال ۲۰۰۴ تأیید شد. پس از این گزارش، تسابل به انجام دوپینگ از سال ۱۹۹۶ تا ۲۰۰۴ اعتراف کرد. همچنین از مربیگری تیم کاتیوشا عزل شد و از عضویت شورای دوچرخه‌سواری حرفه‌ای در اتحادیه جهانی استعفا کرد.